# Bobbin Bergstrom
Bobbin Bergstrom ist eine US-amerikanische Schauspielerin und medizinisch-technische Beraterin in Filmen und Serien. Bekannt ist sie für ihre Rolle in Dr. House.

## Karriere
Sie arbeitete bereits einige Jahre als medizinisch-technische Beraterin, bis sie 1998 eine Rolle in Practice – Die Anwälte bekam. Danach hatte sie regelmäßig Gastauftritte in Serien. Neben ihrer Rolle in Dr. House hatte sie eine wiederkehrende Rolle in der kurzlebigen Serie Gideon’s Crossing.

## Filmografie

### Serien
- 2000–2001: Gideon’s Crossing
- 2005–2012: Dr. House

### Gastauftritte
- 1998: Practice – Die Anwälte, in Folge 2.27
- 1999: L.A. Doctors, in Folge 1.23
- 2002: Felicity, in Folge 4.12 und 4.16
- 2002/2003: The Guardian – Retter mit Herz, in Folge 2.10 und 2.17
- 2003: Six Feet Under – Gestorben wird immer, in Folge 3.01